# Fuxin
Fuxin (chiń. 阜新; pinyin Fùxīn) – miasto o statusie prefektury miejskiej w północno-wschodnich Chinach, w prowincji Liaoning, na północny zachód od miasta Shenyang. W 2010 roku liczba mieszkańców miasta wynosiła 702 802. Prefektura miejska w 1999 roku liczyła 1 913 652 mieszkańców. Ośrodek wydobycia węgla kamiennego oraz przemysłu chemicznego, odzieżowego i spożywczego; w mieście znajduje się duża elektrownia cieplna.